# 미국의 포도주

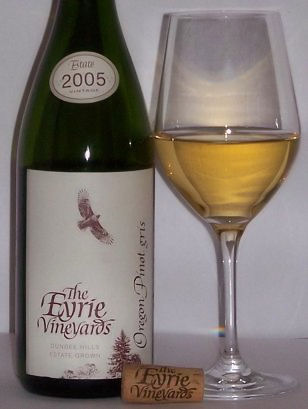

미국의 포도주는 1500년대부터 미국에서 생산되어 왔으며 처음 폭넓게 생산된 것은 1628년 뉴멕시코주에서 시작한다. 오늘날 와인 생산은 50개주 전역에서 이루어지며 그 중 캘리포니아 포도주가 미국 전체 포도주 중 84퍼센트를 차지한다.
북아메리카 대륙은 여러 포도종의 고향이며, 여기에는 미국포도, Vitis riparia, Vitis rotundifolia, Vitis vulpina가 포함되지만 포도주 양조 산업은 거의 전적으로 유럽의 정착자들이 도입한 유럽의 Vitis vinifera 재배종에 기반을 둔다. 1,100,000 에이커 (4,500 km2) 이상 면적의 포도나무와 더불어 미국은 세계에서 이탈리아, 스페인, 프랑스에 이어 4번째로 생산을 많이 하는 국가이다.

## 같이 보기
- 포도주의 역사
- 포도주 양조